# Toneri herceg
Toneri herceg (japánul: 舎人親王, Toneri sinnó; 676. január 28. – 735. december 2.) japán költő, császári herceg a Nara-korszakban.

## Élete
Apja Tenmu császár, anyja Niitabe hercegnő, aki Tendzsi császár lánya volt. A Nara korszak elején a császári család vezetőjeként Nagaja herceggel együtt politikai hatalomra tett szert. A felesége Taima no Jamasiro, akitől több gyermeke is született: Mihara herceg, Misima, Fune (vagy Funa), Ikeda, Moribe, Miura és a leendő Dzsunnin császár, Ói herceg. Fudzsivara no Fuhito halála után 720-ban megbízott nagykancellárrá (知太政官事, csidaidzsókandzsi ) nevezték ki (720–735). A nagykancellári címet (Daidzsó Daidzsin) posztumusz kapta. Dzsunnin császár a posztumusz Szudódzsinkjó Kótei (崇道尽敬皇帝, Szudódzsinkjó császár) címet adta apjának 759-ben, egy évvel trónra lépése után.

## Munkássága
Közeli kapcsolatban állt a Manjósú kiemelkedő alkotójával Kakinomoto no Hitomaróval. A Manjósúban fennmaradt költeményei a viszonzatlan szerelemről vallanak, a természetben eltöltött kellemes kirándulásokról szólnak – hangulatos tájleírással –, illetve magas rangú személyeknek ajánlott versek. Stílusára a szóismétlések használata és a kakekotoba leleményes alkalmazása a jellemző.

### Történelmi jelentősége
Ő felügyelte Japán második legrégebbi könyvének, a Nihonsokinak az összeállítását. 720-ban az elkészült művet bemutatta a császári udvarnak.

## A populáris kultúrában
Az utolsó: Naruto, a film (The Last: Naruto The Movie) egyik szereplője Ócucuki Toneri (Fukujama Dzsun) Toneri hercegről kapta a nevét.

## Fordítás
- Ez a szócikk részben vagy egészben  a   Toneri-shinnō című német Wikipédia-szócikk ezen változatának fordításán alapul.  Az eredeti cikk szerkesztőit annak laptörténete sorolja fel. Ez a jelzés csupán a megfogalmazás eredetét és a szerzői jogokat jelzi, nem szolgál a cikkben szereplő információk forrásmegjelöléseként.